# 小行星1542
小行星1542（1542 Schalen）是一颗围绕太阳公转的小行星。1941年8月26日，爾約·維薩拉在图尔库发现了此天体。
該小行星以瑞士天文學家卡爾·沙倫（Carl Schalén）命名。
这颗小行星的绝对星等为164.3677924590945等。